# Peter Frederick Wilson
Peter Frederick Wilson (Felling, 15 settembre 1947) è un allenatore di calcio ed ex calciatore inglese naturalizzato australiano, di ruolo difensore.

## Carriera

### Club
Ha giocato nella prima divisione australiana; ha inoltre giocato anche una partita nella seconda divisione inglese con la maglia del Middlesbrough.

### Nazionale
Ha partecipato ai Mondiali del 1974.